# Wilhelm Pfister
Wilhelm Pfister (* 18. März 1903 in Bütthard, Landkreis Ochsenfurt; † 15. Oktober 1983) war ein deutscher Verwaltungsjurist.

## Leben
Pfister studierte von 1922 bis 1927 Rechts- und Staatswissenschaften in Würzburg und München. Anschließend promovierte er, legte das zweite Staatsexamen ab und arbeitete als Anwalt. 1934 wurde er Beamter bei der Wehrmacht. Nach dem Zweiten Weltkrieg wurde er Rechtsreferendar bei der Industrie- und Handelskammer Unterfranken, dem Landkreis Obernburg und ab 1. September 1950 beim Landtagsamt. Als Alois Wagner in den Ruhestand ging, wurde er mit der Wahrnehmung der Geschäfte des Landtagsdirektors beauftragt. Am 14. Juli 1954 folgte er Wagner im Amt nach und trat selbst am 1. April 1968 in den Ruhestand.

## Einzelnachweis
1. ↑  Direktoren des Bayerischen Landtags seit 1946 | Bayerischer Landtag. Abgerufen am 19. August 2021.

| Personendaten    | Personendaten                  |
| ---------------- | ------------------------------ |
| NAME             | Pfister, Wilhelm               |
| KURZBESCHREIBUNG | deutscher Verwaltungsjurist    |
| GEBURTSDATUM     | 18. März 1903                  |
| GEBURTSORT       | Bütthard, Landkreis Ochsenfurt |
| STERBEDATUM      | 15. Oktober 1983               |